# Río Lizandro
El río Lizandro, también llamado río de Cheleiros, es un río del oeste de la península ibérica que discurre por el distrito de Lisboa, en Portugal. 

## Curso
El Lizandro desemboca en la playa de Foz do Lizandro, junto a Carvoeira, cerca de Ericeira, en el municipio de Mafra. En diferentes épocas del año la barra se cierra mediante una lengua de arena, siendo necesario abrirla por medios mecánicos. Nace en la sierra de Atalaia, Asseisseira Pequena, parroquia de Venda do Pinheiro. Tiene una longirtud de unos 30 km, siendo su principal afluente, en la margen izquierda, la ribeira da Cabrela.

## Afluentes
Sus afluentes princiapels son:
- Río Mourão
- Ribeira da Cabrela
- Ribeira dos Tostões